# Діна (фільм)
«Діна» («Дина») — радянський художній фільм 1991 року, знятий режисером Федором Петрухіним на студії "Кінком".

## Сюжет
Сучасна дівчина одержима видіннями з епохи громадянської війни. Після загадкового зникнення її батька, повітового лікаря, Діну ночами відвідує привид і пророкує нещастя односельцям. Героїня намагається застерегти лихо, але їй не вірять…

## У ролях
- Тетяна Скороходова — Діна
- Інокентій Смоктуновський — лікар Бардов
- Майя Булгакова — Гаврилівна
- Олег Царьов — Володимир Рубашкін
- Яніна Лісовська — Марфуша
- Аристарх Ліванов — осавул Косаков
- Ігор Волков — Микола
- Валентина Березуцька — Степаніда
- Дар'я Фекленко — Лариса
- Віктор Філіппов — Олександр Іванович Сальников, червоний командир
- Володимир Борисов — Бендь
- Світлана Тома — Світлана Іванівна
- Андрій Толубєєв — Сергій Черніков, лікар
- Олег Заболотний — Мітрій Насєдкін
- Микола Міхєєв — дід Спірідон
- Леонід Тимцуник — Єгор Щелкін
- Марія Смоктуновська — Поліна
- Ігор Бодровцев — Олексій
- Владислав Пільников — епізод
- Олександр Мильников — епізод
- А. Мікешин — епізод
- І. Яковлєва — епізод
- Є. Кочетков — епізод
- В. Симонов — епізод
- В. Попов — епізод
- В. Федоров — епізод
- В. Кудряшов — епізод
- Л. Согр — епізод
- Галина Глущенко — дружина Єгора Щолкіна
- І. Слесаренко — епізод
- О. Чернишкова — епізод
- Є. Крайник — епізод
- В. Чистохатов — епізод
- І. Балуца — епізод
- А. Семерніков — епізод
- В. Суховєєв — епізод
- Л. Чернишков — епізод
- Саша Косаков — епізод

## Знімальна група
- Режисер — Федір Петрухін
- Сценарист — Федір Петрухін
- Оператор — В'ячеслав Сьомін
- Композитор — Андрій Шнітке
- Художник — Володимир Рогов
- Продюсер — Олена Борисова